# Перечёркнутая О (кириллица)

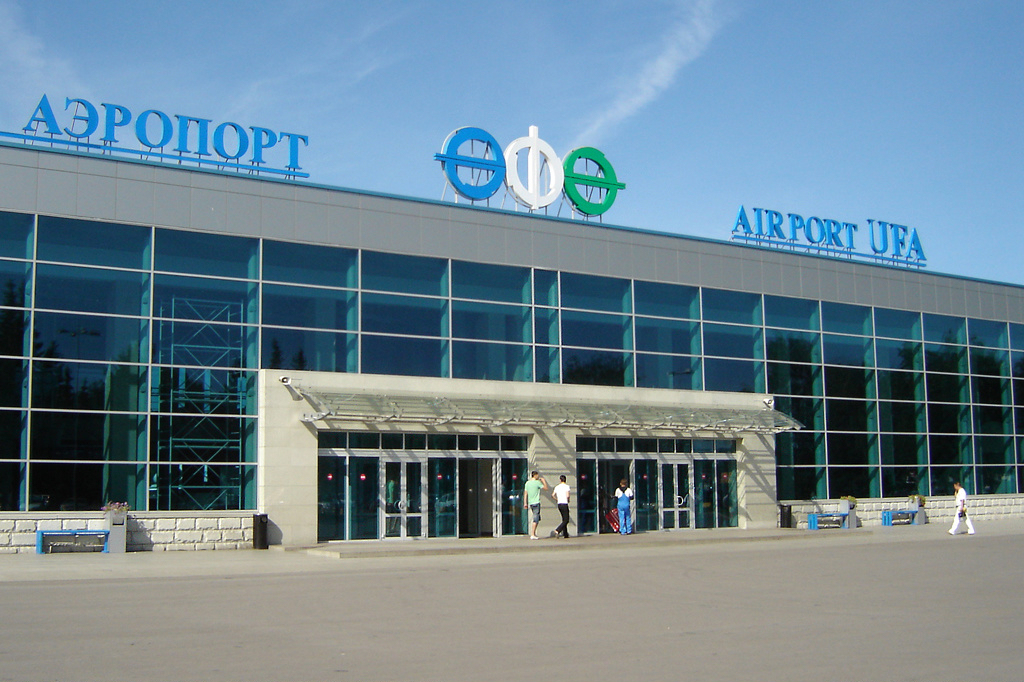
Две буквы Ө и одна буква Ф на здании аэропорта Уфы в названии города на башкирском языке

Ө, ө (перечёркнутая О) — буква расширенной кириллицы, используемая в алфавитах ряда языков, таких как азербайджанский, башкирский, бурятский, долганский, казахский, калмыцкий, каракалпакский, киргизский, монгольский, татарский, тофаларский, тувинский, уйгурский и якутский, где обозначает звук [œ], и в монгольском языке читается как длинный звук «о» (/o:/, иногда /ɵ/). Буква также используется в коми-язьвинском наречии, где читается как /ɤ̹̈/.
Несмотря на внешнее сходство, не имеет никакого отношения ни к греческой букве тета (Θ), ни к восходящей к тете кириллической букве фита (Ѳ).
В интернет-общении, вследствие отсутствия соответствующих языковых раскладок на мобильных устройствах, эта буква часто подменяется украинской буквой Є или цифрой 8, или просто «о», что нужно учитывать при чтении монгольских и тюркских текстов из Интернета.

## Использование
| Алфавит         | Порядковый № | МФА |
| --------------- | ------------ | --- |
| азербайджанский | 20           | œ~ø |
| башкирский      | 21           | œ~ø |
| бурятский       | 17           | ɞː  |
| долганский      | 19           | œ~ø |
| казахский       | 21           | œ~ø |
| калмыцкий       | 21           | œ~ø |
| каракалпакский  | 21           | œ~ø |
| кетский         | 20           | o   |
| киргизский      | 18           | œ~ø |
| монгольский     | 17           | ɞ   |
| татарский       | 20           | œ~ø |
| тофаларский     | 22           | œ~ø |
| тувинский       | 18           | œ~ø |
| туркменский     | 19           | œ~ø |
| уйгурский       | 19           | œ~ø |
| эвенский        | 19           | ɵ   |
| якутский        | 21           | œ~ø |

## Памятник

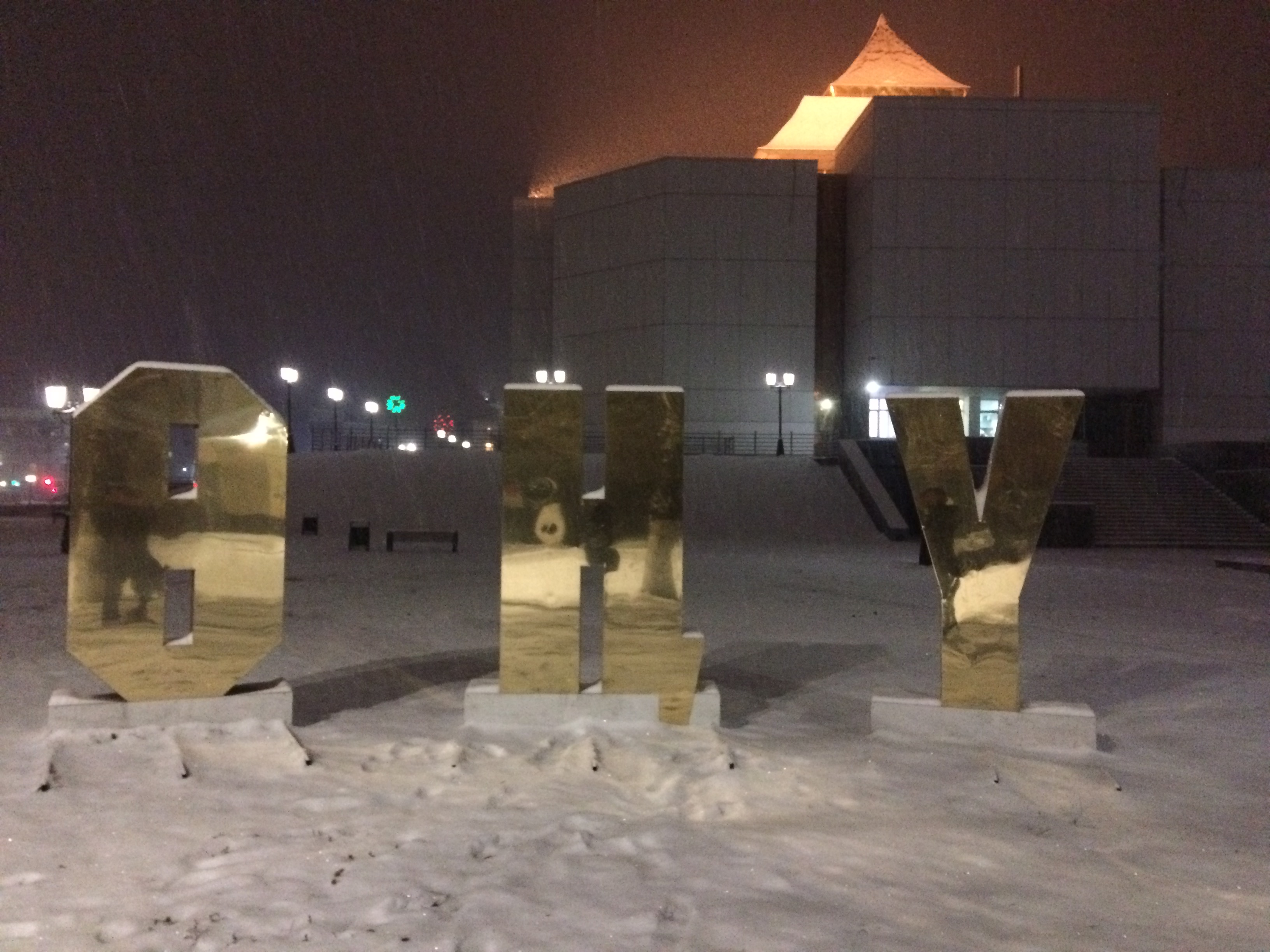
Памятник буквам Ө, Ң и Ү

В городе Кызыл есть памятник буквам Ө, Ң и Ү, используемым в письменности тувинского языка.